# Tuktuq
 (novembre 2017).
Pour plus de détails, voir Fiche technique et Distribution.
Tuktuq est un docufiction québécois réalisé par Robin Aubert, sorti en 2016. Le film a été tourné à Kangiqsujuaq au Nunavik. "Tuktuq" signifie "caribou" en inuktitut.

## Synopsis
Chargé par le sous-ministre de faire un beau reportage sur un petit village du Nunavik, le caméraman Martin Brodeur, qui œuvre dans une télévision communautaire, découvre sur place une réalité sociale fragile. Après maintes conversations avec l'homme politique, Brodeur comprend que le but de sa mission se résume à enregistrer des preuves qui vont permettre de justifier la fermeture du village et le déplacement de sa population. Les raisons réelles de cette éviction ne sont autres que de forer le sous-sol très riche en ressources naturelles. Devenu l'ami d'une famille inuit, le caméraman s'intéresse à leur mode de vie en accord avec la richesse naturelle du territoire et le respect des traditions ancestrales. Progressivement, le caméraman remet en question ses valeurs et se rebelle contre les visées mercantiles des Blancs.

## Fiche technique
- Titre original : Tuktuq
- Réalisation et scénario : Robin Aubert
- Musique : René Lussier et Pilou (Pierre-Philippe Côté)
- Photographie : Robin Aubert
- Son : Claude Langlois, René Lussier, Mélanie Gauthier, Bruno Bélanger
- Montage : Robin Aubert
- Production : Robin Aubert
- Sociétés de production : Lynx Films et PRIM Centre de production d'arts médiatiques
- Société de distribution : K-Films Amérique
- Pays d'origine :  Canada ( Québec)
- Format : couleur
- Genre : Docufiction
- Langues : français, inuktitut
- Durée : 95 minutes
- Dates de sortie :
  - Canada : 1er novembre 2016  (première mondiale - Festival du cinéma international en Abitibi-Témiscamingue)
  - Canada : 24 mars 2017  (sortie en salle au Québec)
  - Allemagne : 7 octobre 2017  (Festival du film de Hambourg)

## Distribution
- Robin Aubert : Martin Brodeur
- Robert Morin : sous-ministre (voix)
- Brigitte Poupart : Mylène, ex-conjointe de Martin (voix)
- Minnie Arngak
- Jessica Arngak
- Peter Arngak
- Thimothy Etidloie

## Distinction
Prix
- 2016 : prix Communications et société du Festival du cinéma international en Abitibi-Témiscamingue